# Marcelin (powiat zduńskowolski)
Marcelin – wieś w Polsce położona w województwie łódzkim, w powiecie zduńskowolskim, w gminie Szadek.
W latach 1975–1998 miejscowość należała administracyjnie do województwa sieradzkiego.